# المركز الوطني لبحوث المياه
المركز الوطني لبحوث المياه هو مركز بحثي يتبع لمدينة الملك عبد العزيز للعلوم والتقنية في المملكة العربية السعودية في الرياض، يهدف المركز إلى إجراء البحوث العلمية الرصينة الموجهة لدراسة الموارد المائية المتاحة محليا، وتطوير تقنيات المياه الملائمة لأحتياجات المملكة العربية السعودية والعمل على أمتلاكها عالميا.

## اختصاص المركز
يقوم المركز بالتركيز على مهام رئيسية هي:
- أستقطاب الكفاءات العلمية البحثية المتميزة.
- المساهمة في تطوير تقنيات المياه عامة وتقنيات إعذاب المياه المالحة ومعالجة المياه العادمة خاصة.
- وضع أولويات بحثية على المدى القريب والبعيد وبما يتفق مع الخطة الوطنية الشاملة للعلوم والتقنية (1425 هـ-1445 هـ).
- مراعاة الأبعاد البيئية والأقتصادية والاجتماعية في برامج وتوجهات المركز البحثية.
- إنشاء قواعد معلومات علمية ذات علاقة بعمل المركز وتوجهاته البحثية.
- توثيق العلاقة مع المراكز البحثية ذات العلاقة لتوحيد الجهود ومنع الأزدواجية.
- التعاون مع الهيئات والمنظمات الإقليمية والعالمية والأستفادة من إمكانياتها في خدمة أهداف المركز.

## أقسام المركز
- قسم الدراسات الهيدروجيولوجية.
- قسم دراسات جودة المياه.
- قسم تقنيات المياه.
- قسم الخدمات المائية.

## التوجهات البحثية والتطويرية للمركز
يسعى المركز بشكل رئيس على إجراء الدراسات والبحوث في التوجهات البحثية والتطويرية التالية:
- الهيدروجيولوجيا : في أبحاث الخصائص الهيدروجيولوجية للطبقات الحاملة للمياه، والتمثيل الرياضي للطبقات الحاملة للمياه، والخزن الأستراتيجي الطبيعي للمياه.
- ‌جودة المياه : دراسة طرق المحافظة على جودة المياه في الطبقات الحاملة للمياه، وتحديد مصادر التلوث للطبقات الحاملة للمياه ودراسة تأثير أماكن تصريف المياه العادمة (الصرف الصحي، الصناعية، الزراعية) على تلك الطبقات.
- ‌تقنيات إعذاب المياه : أبحاث خفض تكلفة تحلية المياه المالحة، ودراسة أحتياجات محطات التحلية من التجهيزات وقطع الغيار والكيماويات ودراسة إمكانية تصنيعها محلياً والتنسيق مع القطاعات الصناعية في ذلك، وتطوير تقنيات محلية لإعذاب المياه الجوفية ومياه البحر ذات تكلفة أقتصادية منخفضة وتأثيرات بيئية محدودة، وتأثير صناعية التحلية على البيئة.
- ‌ترشيد وإعادة أستخدام المياه : تطوير تقنيات محلية لترشيد المياه ذات تكلفة أقتصادية منخفضة، وتطوير تقنيات محلية لمعالجة المياه العادمة ذات تكلفة أقتصادية منخفضة وتأثيرات بيئية محدودة، وتقييم أداء محطات المعالجة ومدى ملائمة مياهها للأستخدامات المختلفة، والتأثيرات البيئية لمحطات المعالجة.